# Zamia herrerae
Zamia herrerae är en kärlväxtart som beskrevs av Graciela Calderón och Paul Carpenter Standley. Zamia herrerae ingår i släktet Zamia och familjen Zamiaceae. IUCN kategoriserar arten globalt som sårbar. Inga underarter finns listade i Catalogue of Life.